# 海沧湾公园站
海沧湾公园站（廈門話：/hai˥˥ t͡sʰŋ̍˧˧ uan˥˥ kɔŋ˧˧ hŋ̍˧˥/），规划建设阶段曾称海沧大道站，位于中华人民共和国福建省厦门市海沧区海沧大道与滨湖东路交叉口地下，是厦门轨道交通2号线的地铁车站，于2019年12月25日开通运营。